# Bukowiec (Masłów)
Bukowiec – część wsi Masłów w Polsce, położona w województwie dolnośląskim, w powiecie trzebnickim, w gminie Trzebnica.
W latach 1975–1998 Bukowiec należał administracyjnie do województwa wrocławskiego.